# 日月潭国家風景区
日月潭国家風景区（じつげつたんこっかふうけいく、中国語: 日月潭國家風景區、英語: Sun Moon Lake National Scenic Area）は、中華民国（台湾）の南投県の中部に位置し、交通部観光局が計画・管理する国家風景区で、日月潭を中心に、北は魚池郷の都市計画境界線、東は水社大山の稜線、南は台21線省道と水里郷の都市計画境界線に接し、埔里鎮、集集鎮、信義郷の3つの郷の区域の一部を含み、総面積は約18,100ヘクタールである[1]。 総面積は約18,100ヘクタール。
かつての「日月潭特別区」を基礎とする「環潭レクリエーション・システム」のほか、湖の北部に「中明レクリエーション・システム」、湖の西部の水里渓流域に「水里レクリエーション・システム」、湖の南西部に「頭社レクリエーション・システム」がある。 さらに、湖の東部にある民営のテーマパーク「九族文化村」、景勝地の西端にある「集集大山」も有名な観光スポットである。
日月潭は魚池郷に位置し、海抜748メートル、面積7.93平方キロメートル、最大水深27メートルの台湾で2番目に大きな湖である。自然生態が豊かで、淡水湖でありながら外来生物が多く生息している。その景観の美しさから、「双潭秋月」は台湾八景の一つである。

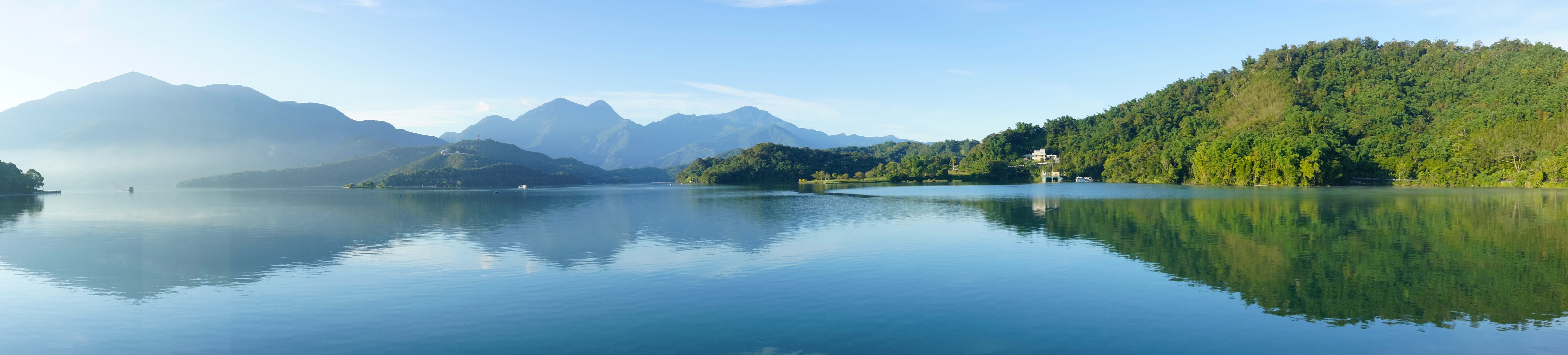
早朝の日月潭

## 歴史

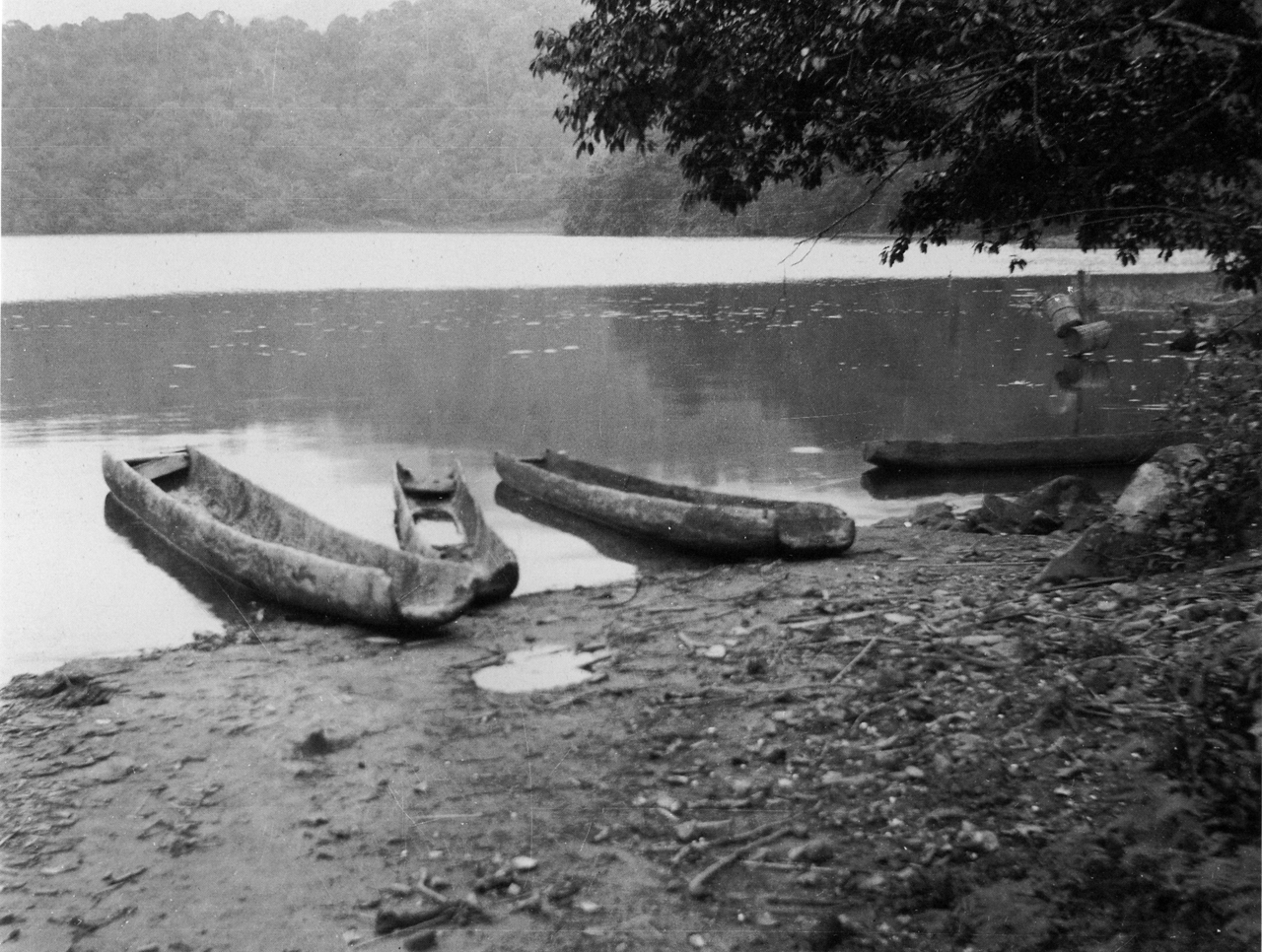
日月潭の古い写真

日月潭はもともと台湾最大の自然の湖で、水源は雨水に頼っていた。湖の中には拉魯島（旧名：珠嶼島、光華島）があり、島の東側と北側は太陽のように丸く、島の南西側は月のように細く少し曲がっていることから、「日月潭」と呼ばれるようになった[3][4]。
1918年7月、台湾電力株式会社は日月潭にメンパイタン発電所の建設を開始したが、資金不足のため工事は1919年まで遅れ、1934年6月に完成し、日月潭第一発電所と改称された。このプロジェクトでは、武界ダム（zh:武界壩）を建設して濁水渓上流の万大渓からの水をせき止め、日月潭に人工の分水トンネルを掘って水を供給し、発電所からの水を濁水渓の支流である水里渓に分水して、日月潭を濁水渓の水系の一部とした。
発電所建設に必要な資材を運ぶため、集集鉄道が誕生した。 完成後、日月潭の水位は上昇し、湖は当初の4.55平方キロメートルから7.73平方キロメートルに拡大し、当時「珠嶼島」と呼ばれていた湖中の島の面積も縮小した。
1946年には台湾電力公司が設立され、その後発電所は復旧し、1948年10月には大観発電廠
と改称された。
1970年、日月潭は省級風景区に指定され、1999年の921大地震の後、復興作業が行われ、新たなサービスプランが設計された。2000年1月、日月潭国家風景区管理処が設立され、日月潭のほか、北は魚池郷まで、東は水社大山まで、西は集集大山まで、南は水里蛇窯まで区域が拡大された。 [5]
2011年10月、行政院経済発展委員会は「日月潭国家風景区範囲拡大計画」を可決し、埔里鎮の南港渓左岸、集集鎮と名間郷の緑色トンネル分岐点、信義郷の丹南、地利、双龍のブヌン族集落までを新たに編入し、面積は18,000ヘクタールとなった。12月、交通部観光局はエリアの拡大の施行を発表した。

## 観光地
観光地は上にリンクした中国語版に魚池郷（日月潭システム：玄奘寺、慈恩塔など）、水里郷、埔里鎮、集集鎮、信義郷、環潭システム、単車システム、歩道システム別に列挙されている。
単車システムには、様々な自転車道路、歩道システムには様々な散歩道が紹介されている。

## 参照項目
- 国家風景区
- 台湾の国立公園